# クリス・ドレヤ
クリス・ドレヤ（Chris Dreja、1945年11月11日 - ）は、イギリスのロック・ミュージシャン。サリー、サービトン出身。ヤードバーズのリズムギターおよびベースを担当した。彼らのアルバム『ロジャー・ザ・エンジニア』のジャケットの風変わりなイラストは彼の手による。
ヤードバーズが解散した後、ジミー・ペイジはドレヤに対して新しいバンドのベースを担当するよう要請したが、彼は写真家になるためその申し出を断った。レッド・ツェッペリンのデビュー・アルバム『レッド・ツェッペリン I』の裏ジャケット写真は彼が撮影した。
1969年、ヤードバーズのメンバーだったキース・レルフの要請で新バンド、ルネッサンスの結成に関わるものの、すぐに脱退している。1980年代の新ヤードバーズとも言えるボックス・オブ・フロッグスの結成に加わり、久しぶりに元気な姿を見せた。